# Natália Viana
Natália Viana es una periodista investigativa independiente brasileña. Comenzó su carrera como reportera a los 21 años en la revista Caros Amigos. Hoy es directora de la Agencia Pública de periodismo investigativo y escogida por Julian Assange para traducir y publicar de primera mano documentos del WikiLeaks sobre Brasil.
Desde 2011, Natália Viana es una de las directoras de Pública, primera agencia de periodismo investigativo del país. Junto con las reporteras Marina Amaral y Tatiana Merlino, sus compañeras, ideó la agencia para hacer un periodismo “puro” y elevar el nivel de información pública.

## Carrera
Natalia Viana se graduó en la Pontificia Universidad Católica de São Paulo (PUC/SP) en 2001 y comenzó su carrera en 2002 como reportera en la revista Caros Amigos. Colaboró con medios nacionales e internacionales cómo BBC, The Guardian, The Independent, Sunday Times, Folha de Sao Paulo, O Globo, Carta Capital, Opera Mundi, Pacifica Network y Canadian Broadcast Corporation. 
En 2010, comienza a coordinar en Brasil la sistematización y divulgación de los documentos diplomáticos vaciados por el Wikileaks y actuó como compañera de la organización en el país. Por el trabajo, venció el Trofeo Mujer Prensa 2011.
En 2011 comienza a dirigir la Agencia Pública. 
En 2013 recibió nuevamente el Trofeo Mujer Prensa 2013. 
En 2013, con su serie de reportajes investigativos sobre la destitución del presidente Fernando Lugo en Paraguay, Natalia Viana fue finalista del Premio Gabriel García Márquez de Periodismo.
En 2013, Natalia Viana fue considerada por la Revista Galileu como una de las 25 personas más influyentes de Internet en Brasil.

## Libro
- O Bispo e Seus Tubarões (en portugués de Brasil). 2014. OL 32142916M.